# Кутсајоки
Кутсајоки (рус. Кутсайоки) река је која протиче преко северозападних делова Руске Федерације, односно преко крајњег југозапада Мурманске области и њеног Кандалашког рејона. Свој ток започиње као отока језера Нивајарви на надморској висини од 198 метара. Улива се у реку Тумчу и припада басену Кандалакшког залива Белог мора. Укупна дужина водотока је 44 km, површина сливног подручја је 1.350 km², док је просечан проток воде у зони ушћа око 25 m³/s (у зони извора око 15 m³/s).
На реци се налазе бројни брзаци и водопади, а два највиша водопада су Велики и Мали Јанискенгас висина 20, односно 10 метара.
Река Кутсајоки је под ледом од прве половине новембра до прве половине маја, а дебљина леда је од 0,7 до 1 метра. Без леда су једино делови тока где су брзаци и водопади. Највиши ниво воде у реци је у време топљења снега, у другој половини маја и поечтком јуна месеца, и у том периоду ниво воде је виши за два до три метра.